# Golden Driller
Le Golden Driller est une statue de 75 pieds de haut soit 23 mètres, pesant 19 700 kg représentant un ouvrier de l'industrie pétrolière, situé à Tulsa, Oklahoma. Elle est la quatrième plus haute statue aux États-Unis.

## Histoire
Le Golden Driller a été construit pour la première fois en 1952 par le Mid-Continent Supply Company de Fort Worth pour l'International Petroleum Exposition. Le personnage avait une posture différente de celle connue aujourd'hui. Six ans plus tard, il a été temporairement érigé à nouveau pour la foire de 1959, grimpant après un derrick. En raison de sa popularité, la société décide de faire don de la statue aux responsables de la foire de Tulsa qui redessinèrent la posture du personnage et le firent reconstruire définitivement pour l'International Petroleum Exposition de 1966 devant le Centre des expositions de Tulsa. La main droite de la statue repose sur un derrick récupéré d'un champ pétrolifère appauvri de Seminole, Oklahoma.

Au pied de ce derrick, une inscription indique : 
« The Golden Driller, a symbol of the International Petroleum Exposition. Dedicated to the men of the petroleum industry who by their vision and daring have created from God's abundance a better life for mankind. »
« Le Golden Driller, symbole de l'Exposition internationale du pétrole. Dédiée aux hommes de l'industrie pétrolière qui, par leur vision et leur audace ont créé à partir de l'abondance de Dieu une meilleure vie pour l'humanité. »
En 1979, le Golden Driller a été adopté par l'Assemblée législative de l'Oklahoma comme étant le monument de l'État.
En 2017, le parc d'attractions français Fraispertuis-City inaugure une tour de chute nommée Golden Driller en hommage. Une réplique de la statue de 7,5 m, située à l'entrée l'attraction est inaugurée le 30 juin 2017 en présence d'une délégation de la ville de Tulsa.

## Marketing
Le 20 mai 2020, la statue Golden Driller de Tulsa a été rebaptisée « Elon Musk de Tesla, Inc. ». Dans le cadre du processus d'appel d'offres en mai 2020 pour la construction de la Gigafactory 5 de Tesla près d'Austin, au Texas, un film publicitaire en vinyle a été appliqué sur le visage du foreur, le logo Tesla «T» collé sur la poitrine, et le mot «Tulsa» sur la boucle de ceinture est remplacé par «Tesla», afin de créer une caricature d'Elon Musk. C’est la première fois qu'une publicité enveloppante est appliquée sur le géant de Tulsa.